# Скупштина у Црнућу
Скупштина у Црнућу је одржана 19. децембра 1815.

## Скупштина у Црнућу
Први посао прве скупштине после завршеног Другог устанка био је да изабере народног старешину. Кнез Милош je, у току устанка, имао сву стварну власт у рукама, a ту власт признао је и султанов представник Марашли Али-паша, каме је Милош био најбоља гарантија за ред и мир у пашалуку. Требало је, ради Милошевих даљих намера, да ту власт призна и народ, преко једне скупштине народних старешина, a то је и формално извршено 19. децембра, на скупштини која је кнезу Милошу дала титулу „верховни кнез и правитељ народа србског“.
После тога избора, скупштина је разрезала порез и саставила буџет расхода за митровско полгође 1815. Скупштина је утврдила да на територији Београдског пашалука, у свих 12 нахија, има 28.954 мушких ожењених лица и одредила коликим порезом има да се опорезује свако ожењено лице. Кад је свршено и са „царским“ порезом, прешло се на даље одлуке. Оне се састоје у овоме:
- 1 да се порески приход, народни порез, одређује и прикупља два пута годишње, и то о Ђурђеву и Митровдану, па да ђурђевско време почиње 1. маја, a митровско 1. новембра;
- 2 да се сваког полгођа састаје скупштина народна ради располагања пореза и прегледања рачуна;
- 3 да се распоред царског и народног пореза народу свагда саопштава на сеоским зборовима. Одређени порез који се тражи од једног села треба да се распореди на све пореске обвезнике, према њиховом имовном стању, тако да на лица средњег стања дође два пута онолико пореза колико долази на сиротна лица, a да имућна лица плаћају два пута онолико колико плаћају средње имовни људи;
- 4 порез на личност да прикупљају сеоски кметови, a што прикупе да предају кнежинским старешинама, ови нахијским. За прикупљање царског харача, врховни кнез одредиће нарочита лица која ће водити одвојен рачун тога пореза;
- 5 да ce, и убудуће, задржи стара административна подела Србије на 12 нахија, a Пореч, као врлетни предео са 20 села да остане сам за себе и да се не придружује ни једној нахији;
- 6 да се за сваку нахију као и за Пореч одмах постави по један главни кнез и потребан број главних кнезова који ће бити у Великом народном суду у Београду. Избор кнезова оставља се на вољу врховном кнезу с тим да их изабере из круга оних људи који су се одликовали јунаштвом, поштењем и оданошћу према слободи и народном напретку.

Имена постављених народних старешина саопштена су скупштини.